# Rybník, Levice
Rybník este o comună slovacă, aflată în districtul Levice din regiunea Nitra. Localitatea se află la altitudinea de 180 m deasupra n.m., se întinde pe o suprafață de 24,7 km2 și în 2024 număra 1.385 de locuitori.

## Istoric
Localitatea Rybník este atestată documentar din 1075.

## Demografie
| An:                | 1994 | 2004   | 2014   | 2024   |
| ------------------ | ---- | ------ | ------ | ------ |
| Număr de persoane: | 1398 | 1404   | 1439   | 1385   |
| Diferență:         |      | +0,42% | +2,49% | −3,75% |

| An:                | 2023 | 2024   |
| ------------------ | ---- | ------ |
| Număr de persoane: | 1394 | 1385   |
| Diferență:         |      | −0,64% |